# Heinrich Andreas Christoph Hävernick
Heinrich Andreas Christoph Hävernick, auch Haevernick, seltener Heinrich Hävernick, in der Literatur mitunter irrig Christoph Hävernick oder Andreas Christoph Hävernick (* 29. Dezember 1810 in Kröpelin; † 19. Juli 1845 in Neustrelitz) war ein deutscher Theologe der Erweckungsbewegung.

## Leben
Heinrich Andreas Christoph Hävernicks Eltern waren der Propst Johann (Andreas Christoph) Hävernick (1776–1854) und dessen Frau Henriette (Carolina Elisabeth), geb. Ziegler (1791–1854), eine Pastorentochter aus Güstrow. Sein Vater war auch Philologe und bereitete ihn auf den Besuch des Gymnasiums vor. Ostern 1825 kam er auf das Fridericianum Schwerin. Nach dem Abitur begann er 1827 an der Universität Leipzig Evangelische Theologie und Semitische Sprachen zu studieren. 1828 wechselte er an die Friedrichs-Universität Halle. Dort widmete er sich der alttestamentlichen Wissenschaft und weiterhin den semitischen Sprachen. In jener Zeit herrschte gerade ein Streit zwischen den Theologischen Rationalisten und den Anhängern der Lutherischen Orthodoxie. Hävernick wurde ein Anhänger des orthodoxen August Tholuck. 1830 kam es zu Anfeindungen in der Kirchenzeitung von Ernst Wilhelm Hengstenberg gegen die Professoren Wilhelm Gesenius und Julius August Ludwig Wegscheider der Universität Halle, die den theologischen Rationalismus vertraten. Die Anfeindungen beruhten auf den Aufzeichnungen von Hävernick und seinem Kommilitonen Nehrkorn, die die Unchristlichkeit der Lehren von Wilhelm Gesenius und Julius August Ludwig Wegscheider beweisen sollten.
Ostern 1830 wechselte Hävernick an die Friedrich-Wilhelms-Universität zu Berlin. Er trat mit Hengstenberg in engeren Kontakt und entschied sich, in dessen Geist zu wirken. 1831 wurde er dort Lizenziat der Theologie und Doktor der Philosophie. Nach Abschluss seiner Studien wurde er 1832 auf Empfehlung von Hengstenberg und Tholuck als Professor an die von der Société évangélique de Genève begründete École de théologie berufen.
1834 nach Deutschland zurückgekehrt und unterstützt von Auguste von Mecklenburg-Schwerin, habilitierte sich Hävernick im selben Jahr an der Theologischen Fakultät der Universität Rostock für Theologie, allerdings gegen Widerstand von verschiedenen Seiten, auch innerhalb der eigenen Fakultät. Dieser Widerstand zeigte sich in der Disputation; schroffe Gegensätze zwischen dem erwecklichen Habilitanden Hävernick und der übrigen Fakultät traten zutage. In der Zeitschrift Kritische Prediger-Bibliothek erschien ein Verriss seiner Habilitationsschrift. Sie schließt mit dem Satz: „Was soll aus unseren Universitäten werden, wenn auf ein solches Libell das Recht, theologische Vorlesungen zu halten, ertheilt wird?“ Dennoch erfolgte 1837 seine Ernennung zum a.o. Professor für Theologie in Rostock. Dazu predigte er auch an der Universitätskirche im Kloster zum Heiligen Kreuz tätig.
Friedrich Eichhorn, Chef des Preußischen Ministeriums der geistlichen, Unterrichts- und Medizinalangelegenheiten, berief ihn 1841 als o. Professor für Altes Testament an die Albertus-Universität Königsberg. Auch hier wurde Hävernick angefeindet, namentlich von Cäsar von Lengerke. In seiner Fakultät stand Hävernick mit seiner Denkrichtung allein. Bei seiner Antrittsvorlesung am 1. November 1841 verließen die Studenten den Hörsaal. Hingegen brachte der Königsberger Senioren-Convent dem in der Studentenschaft beliebten Professor v. Lengerke am Abend desselben Tages ein Ständchen. Im Königsberger Bier-Comment kam ein neues Quantum auf, der „Hävernick“. Mit anzüglichem Spott auf den Kultusminister Eichhorn wurde im Wintersemester 1846/47 ein mit einer Flasche Braunbier (also mit vier Glas Bier) gefülltes Trinkhorn bei der Routine ein „Eichhorn“ genannt. Erst im Laufe der Zeit änderte sich die allgemeine Meinung und Hävernick fand für seine Tätigkeit Anerkennung. Verheiratet war er seit 1841 mit Johanna geb. Gerling (1816–1861), der Tochter einer kinderreichen südmecklenburgischen Pastorenfamilie. 1845 reiste er nach Berlin und unterzog sich einer Herzoperation. Anschließend besuchte er Verwandte seiner Ehefrau in Neustrelitz. Dort verstarb er am 19. Juli 1845 im 35. Lebensjahr.

## Ehrungen
- D. theol. h. c. der Friedrich-Alexander-Universität Erlangen

## Schriften
- Quaestiones exegeticae in Ps. XLV. Bonnant, Genf 1832 (Digitalisat der Bayerischen Staatsbibliothek).
- Commentar über das Buch Daniel. Friedrich Perthes, Hamburg 1832 (Digitalisat der Bayerischen Staatsbibliothek).
- mit Wilhelm Steiger: Mélanges de théologie réformée. Guers, Genf und Paris 1833 (Band 1).
- De kabbalistica, quae Apocalypsi inesse dicitur, forma et indole (Dissertation). Adler, Rostock 1834 (Digitalisat der Bayerischen Staatsbibliothek).
- Handbuch der historisch-kritischen Einleitung in das Alte Testament. 1836–1844.
  - Bd. 1: Allgemeine Einleitung in das Alte Testament. Carl Heyder, Erlangen 1836.
    - Teilband 1: Allgemeine Einleitung. 2. Aufl., durchgesehen von Carl Friedrich Keil. Heyder und Zimmer, Erlangen 1854 (Digitalisat der Bayerischen Staatsbibliothek).
    - Teilband 2: Spezielle Einleitung in den Pentateuch. 2. Aufl., durchgesehen von Carl Friedrich Keil. Heyder und Zimmer, Erlangen 1856 (Digitalisat der Bayerischen Staatsbibliothek).

  - Bd. 2: Spezielle Einleitung
    - Teilband 1: Die historischen Bücher des Alten Testamentes. Carl Heyder, Erlangen 1839 (Digitalisat der Bayerischen Staatsbibliothek).
    - Teilband 2: Die prophetischen Bücher des Alten Testamentes. Carl Heyder, Erlangen 1844 (Digitalisat der Bayerischen Staatsbibliothek).

  - Bd. 3: Die poetischen Bücher des Alten Testamentes. Ausgearbeitet von Carl Friedrich Keil.  Carl Heyder, Erlangen 1849 (Digitalisat der Bayerischen Staatsbibliothek).
- Neue kritische Untersuchungen über das Buch Daniel. Friedrich Perthes, Hamburg 1838 (Digitalisat der Bayerischen Staatsbibliothek).
- Symbolae ad defendendam authentiam Vaticinii Jesaiae Cap. XII-XIV,23. Commentatio prima. Dalkowski, Königsberg 1842 (Digitalisat).
- Supplementorum ad lexica Syriaca particula. Hartung, Königsberg 1843.
- De libro Baruchi apocrypho. Hartung, Königsberg 1843.
- Commentar über den Propheten Ezechiel. Carl Heyder, Erlangen 1843 (Digitalisat der Bayerischen Staatsbibliothek).
- Vorlesungen über die Theologie des Alten Testaments. Herausgegeben von mit Heinrich August Hahn. Carl Heyder, Erlangen 1848 (Digitalisat).